# Uwe Trettin
Uwe Trettin (* 26. Juli 1942 in Berlin) ist ein ehemaliger deutscher Badmintonspieler.
Trettin ist einer der Pioniere des Federball-Verbandes der DDR. Seinen ersten DDR-Titel gewann er bei den zweiten Mannschaftstitelkämpfen der DDR 1961 mit seinem Team von Post Berlin. Im gleichen Jahr gewann er mit Bronze auch seine erste Medaille in den Einzeldisziplinen. 1962 folgte mit Gold im Herrendoppel sein größter Erfolg in den Einzeldisziplinen, während es für das Team nur noch zu Silber, ebenso wie 1963, reichte. Nach einem medaillenlosen Jahr 1964 reichte es für die Post-Mannschaft 1965 noch einmal zu Bronze, gleichzeitig der letzte große sportliche Erfolg Trettins.
Uwe Trettin lebt auch noch heute in Berlin.

## Sportliche Erfolge
| Veranstaltung                | Saison    | Disziplin    | Platz | Name |
| ---------------------------- | --------- | ------------ | ----- | --- |
| DDR-Mannschaftsmeisterschaft | 1960/1961 | Mannschaft   | 1     | Post Berlin (Helmut Standfuß, Günter Beier, Detlef Paul, Karl Beier, Ullrich Dücker, Uwe Trettin, Elke Trettin, Ruth Preuß)                            |
| DDR-Einzelmeisterschaft      | 1960/1961 | Herreneinzel | 3     | Uwe Trettin (Post Berlin) |
| DDR-Einzelmeisterschaft      | 1961/1962 | Herrendoppel | 1     | Uwe Trettin / Hartmut Münch (Post Berlin) |
| DDR-Mannschaftsmeisterschaft | 1961/1962 | Mannschaft   | 2     | Post Berlin (Helmut Standfuß, Hartmut Münch, Uwe Trettin, Günter Beier, Karl Beier, Detlef Paul, Gisela Müller, Ruth Preuß)                            |
| DDR-Mannschaftsmeisterschaft | 1962/1963 | Mannschaft   | 2     | Post Berlin (Helmut Standfuß, Günter Beier, Uwe Trettin, Hartmut Münch, Klaus Basdorf, Peter, Gisela Müller, Gaby Stiegel, Ruth Preuß, Gitte Standfuß) |
| DDR-Mannschaftsmeisterschaft | 1964/1965 | Mannschaft   | 3     | Post Berlin (Klaus Basdorf, Peter Richter, Hartmut Münch, Günter Leschke, Günter Beier, Uwe Trettin, Ruth Preuß, Jutta Benzmann, Gisela Müller)        |